# Викторија Вудхал
Викторија Вудхал (енгл. Victoria Woodhull; Хомер, 23. септембар 1838 — Бредон, 9. јун 1927) била је америчка лидерка покрета за женско право гласа.
Заједно са својом сестром била је прва жена која је покренула недељне новине (Woodhull & Claflin's Weekly) и која је имала брокерску фирму на Вол стриту. Водхолова је подржавала концепт слободне љубави, под чиме је сматрала да свака особа има право да се венчава, разводи и рађа децу без уплитања државних органа.
Врхунцом њених политичких активности почетком 1870-их сматра се председничка кандидатура на изборима 1872. када је Вудхалова била представница „Партије за једнака права“ и тиме постала прва жена у историји САД која се кандидовала за ову позицију.